# Уркасский сельсовет
Уркасский сельсовет — муниципальное образование в Зилаирском районе Башкортостана России.

## История
Согласно Закону о границах, статусе и административных центрах муниципальных образований в Республике Башкортостан имеет статус сельского поселения.

## Население
| 2002 | 2009 | 2010 | 2012 | 2013 | 2014 | 2015 |
| ---- | ---- | ---- | ---- | ---- | ---- | ---- |
| 410  | ↗414 | ↘350 | ↘332 | ↘318 | ↘303 | ↘294 |
| 2016 | 2017 | 2018 |      |      |      |      |
| ↘283 | ↗286 | ↘280 |      |      |      |      |

## Состав сельского поселения
| № | Населённый пункт | Тип населённого пункта          | Население |
| - | ---------------- | ------------------------------- | --------- |
| 1 | Кызлар-Бирган    | деревня, административный центр | ↗286      |